# Roland Menges
Roland Menges (* 16. November 1965 in Braunschweig) ist ein deutscher Ökonom und seit 2010 Professor für Volkswirtschaftslehre an der Technischen Universität Clausthal.

## Leben
Menges studierte ab 1986 an der Christian-Albrechts-Universität zu Kiel Volkswirtschaftslehre und erlangte 1991 das Diplom. Als wissenschaftlicher Mitarbeiter war er bis 1995 am Institut für Finanzwissenschaft und Sozialpolitik angestellt und promovierte 1996 dort mit seiner Arbeit über Unsichere Präferenzen und der adaptive Gebrauch von Informationsstrategien zum Dr. sc. pol. Er arbeitete von 1996 bis 2005 als wissenschaftlicher Mitarbeiter bei der Energiestiftung Schleswig-Holstein und von 1999 bis 2008 als Postdoc an der Universität Flensburg am Studiengang Energie- und Umweltmanagement. 2006 habilitierte Menges dort mit seiner Schrift Die Bereitstellung öffentlicher Umweltgüter und arbeitete noch weitere zwei Jahre an der Uni Flensburg.
Ab 2008 nahm Menges die Lehrstuhlvertretung für Volkswirtschaftslehre, insbesondere Makroökonomik an der TU Clausthal wahr. Zum 1. Juli 2010 wurde er auf diese Professur berufen. Seine Forschungsschwerpunkte sind Wohlfahrtsökonomik, Umweltökonomik, Verhaltensökonomik und experimentelle Wirtschaftsforschung. In seinen Publikationen und Forschungsprojekten beschäftigt er sich beispielsweise mit der gesellschaftlichen Akzeptanz der Energiewende. Er ist Mitglied des Forschungszentrums Energiespeichertechnologien (EST) der TU Clausthal und der Arbeitsgruppe „Energiewende der bebauten Umwelt“ der Initiative „Energiesysteme der Zukunft“ (ESYS) der Deutschen Akademie der Technikwissenschaften. Er ist Mitherausgeber und Autor des Kompendiums der Wirtschaftstheorie und Wirtschaftspolitik. Im Jahr 2023 veröffentlichte er gemeinsam mit Michael Thiede, Professor für ABWL der IU Berlin, ein Lehrbuch zur "Ökonomie des Gemeinwohls".